# 横山雄一
横山 雄一（よこやま ゆういち、1965年11月12日-）は、元騎手、調教助手。1999年引退。
グレード制が施行され初めてGI初騎乗が、東京優駿（1989年、サツキオアシス＝17着）だった騎手である。

## 主な騎乗馬
- ユウミロク